# Friedrich Ernst Wülker
Friedrich Ernst Wülker (* 21. April 1783 in Detmold; † 13. Januar 1856 in Frankfurt am Main) war ein deutscher Silberwarenfabrikant und Senator der Freien Stadt Frankfurt.

## Leben
Wülker war der Sohn des Anton Friedrich Wülcker und dessen Ehefrau Sophie Henriette Wülcker, geb. Hunke. Er war verheiratet mit Anna Katharina Wülker, geb. Schott, Tochter des Johann Heinrich Philipp Schott, Silberwarenfabrikant in Frankfurt (Firma Johann Martin Schott). Das Ehepaar hatte vier Kinder. Seine Enkel waren der Germanist und Archivar Ernst Wülcker und der Anglist und Professor Richard Wülker.
1821 bis 1856 gehörte er als Rathsverwandter dem Senat der Freien Stadt Frankfurt an. 1822 und 1825 bis 1856 war er auch Mitglied im Gesetzgebenden Körper.